# وادي المزيرع

## الموقع

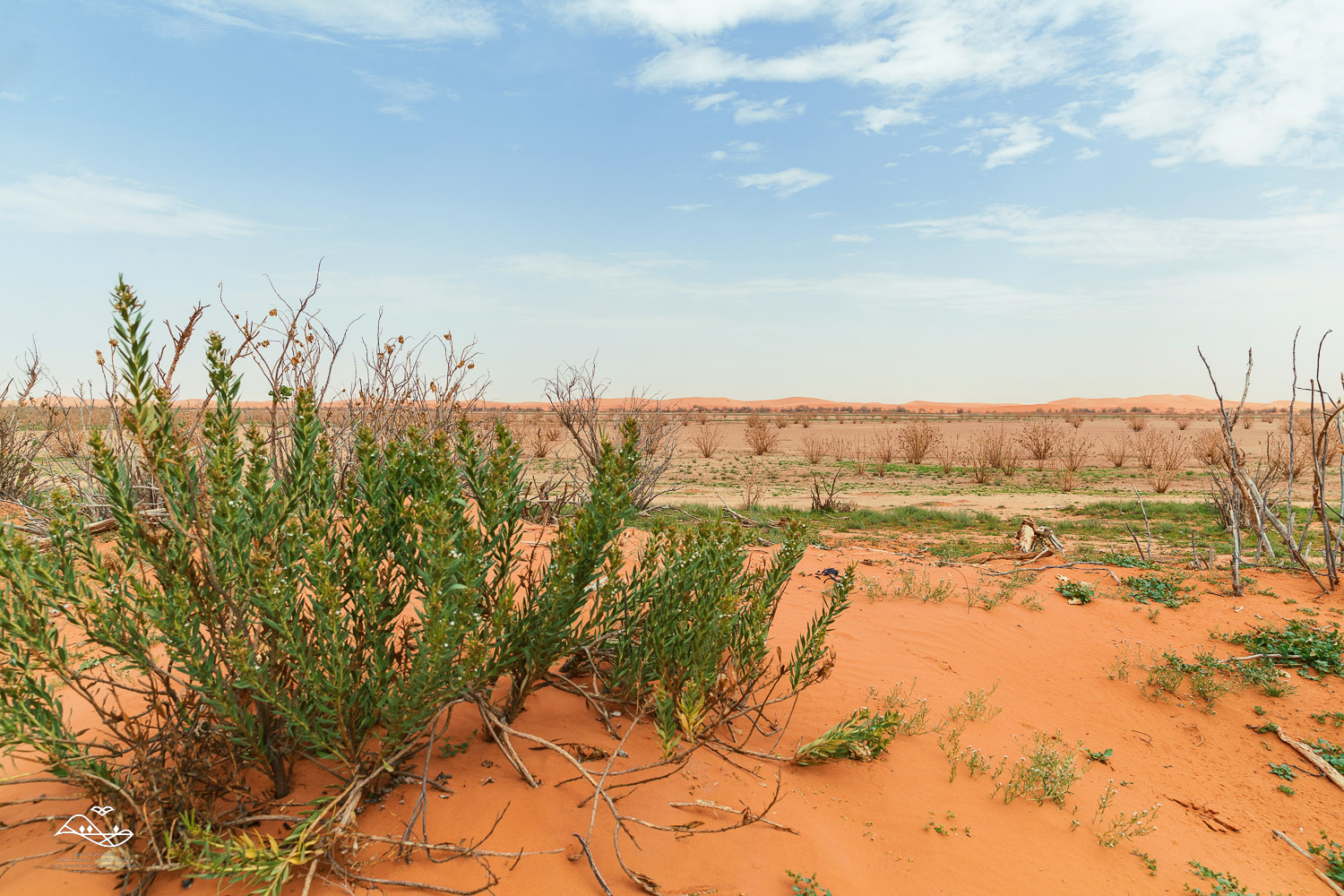

وادي المزيرع هو امتداد لوادي الطوقي، فوادي المزيرع يطلق على الجزء الأسفل من مجرى الوادي، وهذا الجزء ليس له روافد، والممتد من مدينة رماح، بمحاذاة رمال الدهناء، مرورا بكسر المزيرع، الى أن ينتهي في حائرة المزيرع المغلقة، التي تحيط بها رمال الدهناء، وتكون نقطة الوسط في حائرة المزيرع تقريبا عند خط طول 47.492994 درجة شرقا ودائرة عرض 25.357836 درجة شمالا، ويقع معظم حوض تصريف السيول فيه ضمن حدود محمية الملك خالد الملكية، ولكن بعض أجزاء روافده العليا تمتد في محمية الملك عبدالعزيز الملكية، خاصة معظم شعيب العمياء الذي يلتقي مع وادي الطوقي عند خط طول 46.661833 درجة شرقا ودائرة عرض 25.496611 درجة شمالا، في حين أن أجزائه السفلى المتمثلة في وادي المزيرع تقع ضمن حدود محمية الامام عبدالعزيز بن محمد الملكية، ومن المناسب أن يذكر بأن بعض الأجزاء الوسطى والسفلى من حوض وادي الطوقي الواقعة بالقرب من بلدة الرمحية  ومدينة رماح تكون خارج نطاق الحماية. ومن الناحية الإدارية تتبع اراضي حوض وادي المزيرع/الطوقي لمحافظة رماح في المملكة العربية السعودية. وتبدأ المنابع في حوض وادي المزيرع/الطوقي في الطرف الغربي للعرمة، إلى الشرق من جال جبال العرمة بمسافة تقارب 600م، وذلك عند خط طول 46.535597 درجة شرقا ودائرة عرض 25.472680 درجة شمالا.

## وادي المزيرع
وادي المزيرع هو امتداد لوادي الطوقي، فوادي المزيرع يطلق على الجزء الأسفل من مجرى الوادي، وهذا الجزء ليس له روافد، والممتد من مدينة رماح، بمحاذاة رمال الدهناء، مرورا بكسر المزيرع، الى أن ينتهي في حائرة المزيرع المغلقة، التي تحيط بها رمال الدهناء، وتكون نقطة الوسط في حائرة المزيرع تقريبا عند خط طول 47.492994 درجة شرقا ودائرة عرض 25.357836 درجة شمالا، ويبلغ طول المجرى الذي يأخذ مسمى وادي المزيرع حوالي 48كم، بينما الأجزاء الكبيرة من حوض الوادي الواقعة إلى الأعلى من مدينة رماح فإن المجرى الرئيسي فيها يسمى وادي الطوقي ويبلغ طوله حوالي 74كم، وهذا يعني أن طول المجرى الرئيسي من المنبع إلى المصب يقارب 122كم. ويعد وادي مزيرع/الطوقي أكبر أودية العرمة، والذي يقع معظم حوض تصريف السيول فيه ضمن حدود محمية الملك خالد الملكية، ولكن بعض أجزاء روافده العليا تمتد في محمية الملك عبدالعزيز الملكية، خاصة معظم شعيب العمياء الذي يلتقي مع وادي الطوقي عند خط طول 46.661833 درجة شرقا ودائرة عرض 25.496611 درجة شمالا، في حين أن أجزائه السفلى المتمثلة في وادي المزيرع تقع ضمن حدود محمية الامام عبدالعزيز بن محمد الملكية، ومن المناسب أن يذكر بأن بعض الأجزاء الوسطى والسفلى من حوض وادي الطوقي الواقعة بالقرب من بلدة الرمحية  ومدينة رماح تكون خارج نطاق الحماية. ومن الناحية الإدارية تتبع اراضي حوض وادي المزيرع/الطوقي لمحافظة رماح في المملكة العربية السعودية. وتبدأ المنابع في حوض وادي المزيرع/الطوقي في الطرف الغربي للعرمة، إلى الشرق من جال جبال العرمة بمسافة تقارب 600م، وذلك عند خط طول 46.535597 درجة شرقا ودائرة عرض 25.472680 درجة شمالا. وبشكل عام، ينحدر هذ الوادي من الغرب نحو الشرق إلى أن ينتهي في حوض مغلق يسمى حائرة المزيرع، ومعظم روافده تأتي من الجهة الجنوبية، ومن أشهر روافده بداء من الأعلى، شعيب العمياء الذي يدفع فيه من الشمال عند خط طول 46.661361 درجة شرقا ودائرة عرض 25.496000 درجة شمالا، ويلتقي به من الجنوب شعيب أبا الحليان عند خط طول 46.688548 درجة شرقا ودائرة عرض 25.499472 درجة شمالا، ثم يلتقي به من الشمال قري الطافحة عند خط طول 46.711315 درجة شرقا ودائرة عرض 25.527135 درجة شمالا، ثم يصب فيه من الجنوب قري الجمل عند خط طول 46.818475 درجة شرقا ودائرة عرض 25.556771 درجة شمالا، ثم يلتقي معه قرنة الحسيان من الشمال عند خط طول 46.845645 درجة شرقا ودائرة عرض 25.563625 درجة شمالا، وبعده يدفع فيه قري الخلوي من الجنوب عند خط طول 46.875729 درجة شرقا ودائرة عرض 25.552712 درجة شمالا، وبالقرب من بلدة الرمحية يلتقي به من الجنوب شعيب حميم عند خط طول 46.924648 درجة شرقا ودائرة عرض 25.548006 درجة شمالا، وشعيب حميم رافد رئيسي يصرف سيول منطقة كبيرة من حوض وادي المزيرع/الطوقي، ولشعيب حميم عدة روافد منها شعيب العجاجة وشعيب أم أثلة وسايح جنيب وقري الداب وقري العيد وشعيب السعيره وقري لحيان.